# Mai Kadowaki
Mai Kadowaki (門脇 舞以 Kadowaki Mai?,  nacida el 8 de septiembre de 1980 en Tokio) es una seiyū japonesa. Hasta 2007 su nombre se escribía como 門脇 舞. Su apodo es “Maita” ( 舞太?).

## Roles interpretados
2002
- Pharm en UFO Ultramaiden Valkyrie.

2003
- Mari Ishii en D.N.Angel
- Kyoto Morooka en Eiken.
- Mea en Popotan.
- Shokatsuryou Koumei en Ikki Tousen: Dragon Destiny

2004
- Yoshida Mayu en Kono Minikuku mo Utsukushii Sekai.
- Sazakuin Mai en Tactics.
- Marron en Hanaukyo Maid Team.
- Mido Hikaru en Tsukuyomi: Moon Phase.
- Shirogane Soju en Futakoi.

2005
- Satomi Hakase en Negima!
- Hikaru Midō en Tsukiyomi Moon Phase.
- Behoimi en Pani Poni Dash!
- Shirogane Soju en Futakoi Alternative.
- Maika Hokke en Soreyuke! Gedou Otometai.
- Tsumugi Shima en Lime-iro Ryūkitan X.

2006
- Hina Kamishiro en Ouran Koukou Host Club.
- Kaori Kinjou en Blood +
- Chiku-tan en Bincho-tan.
- llyasviel von Einzbern en Fate/stay night.
- Miru Nagisa en Lemon Angel Project.
- Miyuki Enomoto en Suzumiya Haruhi no Yūutsu.
- Rubia Natwick en Tales of the Tempest (Nintendo DS).
- Yuko Haruinui y Hiyokokko en Tokimeki Memorial: Only Love.
- Miho Kikuchi en Gift ~eternal rainbow~
- Itoki en Sasami: Magical Girls Club.
- Esterella Jardin-Mar en Tactical Roar.

2007
- Mamidasu en Dojin Work.
- Mimi Usa en Kodomo no Jikan.
- Mayu Tsukimura en Goshūshō-sama Ninomiya-kun.

2008
- Ren Nanao en Kanokon.
- Chika Koizumi en Kyo no Gononi.
- Sanya V. Litvyak en Strike Witches
- Mary Chupacabra W. Whitebear en Penguin Musume Heart.

2009
- Hinako en Isshoni Training: Training with Hinako.

2010
- Keiko Tanaka y Risa Kamizaki en Amagami SS.
- Minette en Shukufuku no Campanella.

2011
- Kasane Tōdō en Hoshizora e Kakaru Hashi.
- Honne Nohotoke en Infinite Stratos.
- llyasviel von Einzbern en Carnival Phantasm.

2020
- Kotone Shirakawa Overflow

## Música
- Interpretó el ending Koi no Yukue de la serie Amagami SS, el cual apareció en el episodio 25.[1]

## Videojuegos
- YaoYao en Genshin Impact